# Eosphagnum
Eosphagnum, rod mahovnjača svrstan u porodicu Ambuchananiaceae, dio reda Sphagnales. Na popisima postoje dvije vrste, tipična je E. inretortum.

## Vrste
1. Eosphagnum inretortum (H.A. Crum) A.J. Shaw, 2010
2. Eosphagnum rigescens (Warnst.) A.J.Shaw & Flatberg, 2016